# Marcia Fudge

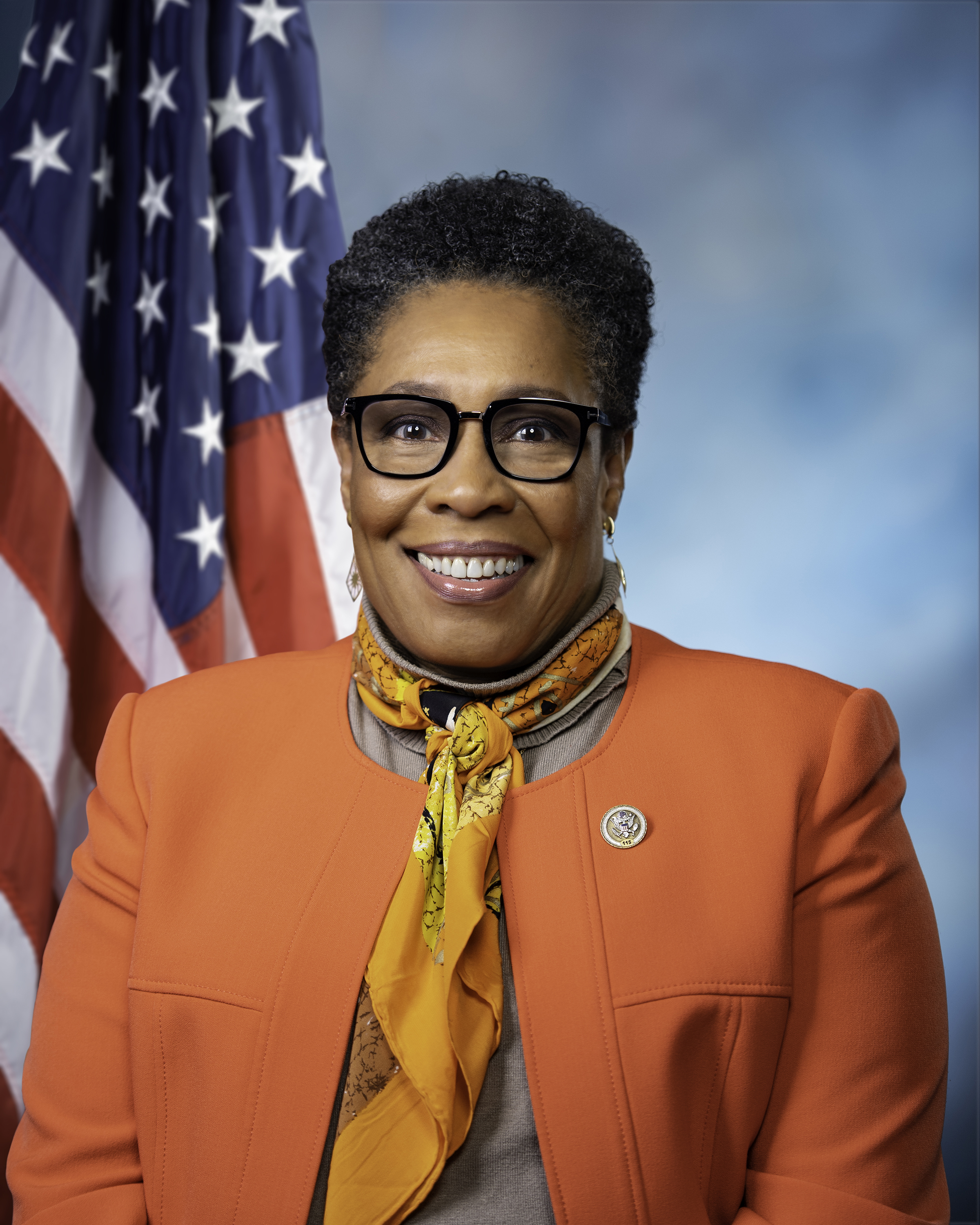
Marcia Fudge

Marcia Louise Fudge (* 29. Oktober 1952 in Cleveland, Ohio) ist eine US-amerikanische Politikerin (Demokratische Partei) und war vom 10. März 2021 bis zum 22. März 2024 Ministerin für Wohnungsbau und Stadtentwicklung im Kabinett Biden. Zuvor vertrat sie von November 2008 bis März 2021 den Bundesstaat Ohio im Repräsentantenhaus der Vereinigten Staaten.

## Leben
Fudge besuchte die Shaker Heights High School. Nach ihrem Schulabschluss 1971 studierte sie an der Ohio State University in Columbus und erhielt dort 1975 ihren Bachelor of Science. Anschließend studierte sie am zur Cleveland State University gehörenden Cleveland Marshall College of Law und erhielt dort 1983 einen Juris Doctor. Fudge wurde nun als Rechtsanwältin tätig. Des Weiteren bekleidete sie als Direktorin einige Ämter im Cuyahoga County. In den Jahren 1999 und 2000 gehörte sie zum Stab der Kongressabgeordneten Stephanie Tubbs Jones. Zwischen 2000 und 2008 war Fudge Bürgermeisterin von Warrensville Heights in Ohio und bekleidete damit als erste Frau sowie als erster Afroamerikaner dieses Amt.
Nach dem Tod von Stephanie Jones wurde sie bei der fälligen Nachwahl im 11. Kongresswahlbezirk Ohios zu deren Nachfolgerin im US-Repräsentantenhaus gewählt, wo sie am 18. November 2008 ihr Mandat antrat. Sie konnte ebenfalls alle folgenden sechs Wahlen zwischen 2010 und 2020 gewinnen. Ihre ab dem 3. Januar 2021 beginnende Legislaturperiode im Repräsentantenhaus des 117. Kongresses wäre noch bis zum 3. Januar 2023 gelaufen, endete jedoch mit ihrer Vereidigung als Ministerin. Sie war Mitglied im Landwirtschaftsausschuss und im Ausschuss für Wissenschaft, Raumfahrt und Technologie sowie in drei Unterausschüssen. Außerdem gehörte sie noch zwei Congressional Caucuses an. Zwischen 2013 und 2015 leitete sie den Congressional Black Caucus.
Von 1996 bis 2000 war sie Präsidentin der Studentenverbindung Delta Sigma Theta.
Im Dezember 2020 kündigte der President-elect Joe Biden an, Fudge zu Beginn seiner Amtszeit 2021 als Ministerin für Wohnungsbau und Stadtentwicklung in seinem zukünftigen Kabinett einzusetzen. Die Bestätigung durch den US-Senat erfolgte am 10. März 2021, so dass sie ihr Amt am 11. März 2021 antrat.